# Badou
Badou – miasto w Togo, w regionie Plateaux. Położone jest około 160 km na północny wschód od stolicy kraju, Lomé. W spisie ludności z 6 listopada 2010 roku liczyło 12 003 mieszkańców.